# Black Butterfly (Buckcherry)
| Recensione | Giudizio |
| ---------- | -------- |
| AllMusic   | [ 1 ]    |
| IGN        | 7.1/10   |
| Metacritic | 50/100   |

Black Butterfly è il quarto album in studio del gruppo hard rock statunitense Buckcherry. L'album è stato pubblicato anche in una versione Limited Fan Edition, che includeva due canzoni in versione demo: Nothing e Stayin' High.

## Tracce
1. Rescue Me – 3:12 (Josh Todd, Keith Nelson, James Ashhurst, Steve Dacanay)
2. Tired of You – 3:07 (Todd, Nelson, Marti Frederiksen, Dacanay)
3. Too Drunk... – 4:02 (Todd, Nelson, Dacanay) – rimpiazzata con una cover di "Highway Star" nella riedizione censurata
4. Dreams – 3:51 (Todd, Nelson, Ashhurst)
5. Talk to Me – 3:28 (Todd, Nelson, Frederiksen)
6. A Child Called "It" – 2:55 (Todd, Nelson)
7. Don't Go Away – 3:49 (Todd, Nelson, Frederiksen)
8. Fallout – 3:36 (Todd, Nelson)
9. Rose – 3:53 (Todd, Nelson, Frederiksen)
10. All of Me – 3:45 (Todd, Nelson)
11. Imminent Bail Out – 3:11 (Todd, Nelson)
12. Cream – 3:34 (Todd, Nelson, Ashhurst)

Limited Fan Edition
1. Nothing (Demo) – 3:30
2. Stayin' High (Demo) – 4:01

## Formazione
- Josh Todd – voce
- Keith Nelson – chitarra solista
- Stevie Dacanay – chitarra ritmica
- Jimmy Ashhurst – basso
- Xavier Muriel – batteria

## Classifiche
| Classifica                     | Posizione massima |
| ------------------------------ | ----------------- |
| U.S. Billboard 200             | 8                 |
| U.S. Billboard Top Rock Albums | 3                 |
| Billboard Canadian Albums      | 6                 |